# Le Prince étudiant (film, 1954)
Pour les articles homonymes, voir Le Prince étudiant.
Pour plus de détails, voir Fiche technique et Distribution.
Le Prince étudiant (The Student Prince) est un film américain réalisé par Richard Thorpe, sorti en 1954.

## Synopsis
Karl Franz, prince héritier du royaume fictif de Karlsberg, est envoyé par son grand-père, le roi Ferdinand, à l'Université de Heidelberg, pour parfaire son éducation. Il est accompagné de son précepteur, le professeur Jüttner. Logé chez Joseph Rüder, il tombe amoureux de Kathie, la fille de celui-ci.

## Fiche technique
- Titre original : The Student Prince
- Titre français : Le Prince étudiant
- Réalisateur : Richard Thorpe (remplaçant Curtis Bernhardt, renvoyé peu après le début du tournage)
- Scénario : Sonya Levien et William Ludwig, d'après l'opérette éponyme créée à Broadway en 1924 (musique de Sigmund Romberg, lyrics et livret de Dorothy Donnelly) et la pièce Vieil Heidelberg (Alt Heidelberg) de Wilhelm Meyer-Förster, créée en 1903
- Musique et lyrics additionnels : Albert Sendrey, George Stoll et Robert Van Eps (non crédités)
- Direction artistique : Randall Duell et Cedric Gibbons
- Décors : Arthur Krams et Edwin B. Willis
- Costumes : Walter Plunkett (hommes) et Helen Rose (femmes)
- Photographie : Paul Vogel, assisté notamment d'Harry Stradling Jr.
- Son : Douglas Shearer
- Montage : Gene Ruggiero
- Producteur : Joe Pasternak
- Société de production : Metro-Goldwyn-Mayer
- Société de distribution : Loew's Inc.
- Pays de production :  États-Unis
- Langue d'origine : anglais américain
- Format :  couleur (Anscocolor) — 35 mm — 2,55:1 (CinemaScope) — son stéréophonique (Western Electric Sound System)
- Genre : film musical et romance
- Durée : 107 min
- Dates de sorties :
  - États-Unis : 15 juin 1954
  - France : 20 juillet 1955

## Distribution
- Ann Blyth : Kathie Rüder

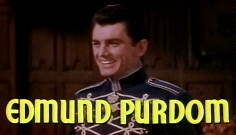
Edmund Purdom

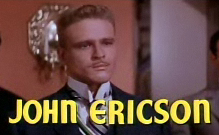
John Ericson

- Edmund Purdom : Prince-héritier Karl Franz (voix chantée : Mario Lanza[1])
- John Ericson : Comte Von Asterburg
- Louis Calhern : Roi Ferdinand de Karlsberg
- Edmund Gwenn : Professeur Jüttner
- S. Z. « Cuddles » Sakall : Joseph Rüder
- Betta St. John : Princesse Johanna
- John Williams : Lutz
- Evelyn Varden : Reine Mathilda
- John Hoyt : Premier ministre Von Mark
- Richard Anderson : Lucas
- Roger Alan	: Von Fischtenstein
- Steve Rowland : Feuerwald
- Chris Warfield : Richter
- Gilbert Legay : Von Buhler
- Archer MacDonald : serviteur en chef
- Charles Davis : Hubert
- John Qualen : Professeur Willie Klauber